# Bill Potts
Bill Potts es un personaje de ficción creado por Steven Moffat e interpretado por Pearl Mackie en la longeva serie británica de ciencia ficción Doctor Who. Aparece por primera vez en la décima temporada, comenzando dese el primer episodio, Bill es una acompañante del Duodécimo Doctor.

## Apariciones

### Televisión
Bill Potts se presenta en el estreno de la décima temporada, "The Pilot". En su primer encuentro, Bill es descubierta por el Doctor, que se está escondiendo como profesor universitario. Al darse cuenta de su potencial inexplorado, se ofrece a su tutor privado. Sin embargo, cuando el interés amoroso de Bill por Heather (Stephanie Hyam), que se convierte en una criatura de agua que puede viajar en cualquier lugar en el espacio y el tiempo, el Doctor revela a Bill su naturaleza extraterrestre y la toma como su compañera de viaje, para disgusto de su asistente Nardole (Matt Lucas), que insta al Doctor a permanecer en Bristol y vigilar una extraña caja fuerte debajo de la universidad.
En los episodios posteriores, Bill aprende acerca de la naturaleza de Señor del Tiempo del Doctor y las reglas del viaje en el tiempo, evitando invasiones extraterrestres y poniendo fin a conflictos en planetas lejanos y en el espacio profundo, acercándose cada vez más al Doctor. En el final de la temporada 10, "Suficiente mundo y tiempo" / "El Doctor cae", Bill recibe un disparo en el pecho después de que el equipo del Doctor reaccionara a una señal de socorro extraterrestre a bordo de una nave espacial, y es arrastrada por científicos amenazadores a una cubierta inferior de dicha nave, donde el tiempo transcurre mucho más rápidamente que en la cubierta superior. Bill salva la vida, pero pasan diez años antes de que el Doctor pueda llegar a ella, durante el cual ella se convierte en un Cyberman. Aunque los Cybermen se desprenden normalmente de las emociones y tormentos en el proceso de conversión, Bill conserva su humanidad y sentido de identidad como resultado de experiencias particulares que ha tenido viajando con el Doctor. Cuando los Cybermen son derrotados, Bill está completamente sola: el Doctor aparece, aparentemente, muerto, Nardole ha llevado a los refugiados humanos a un lugar seguro, y ella permanece con aspecto de cyberman. Entonces es salvada por Heather, que la transforma en una criatura como ella y ofrece a Bill la elección viajar junto a ella a través del tiempo y el espacio, o volver a su vida normal en la Tierra como un ser humano otra vez. Bill lleva el cuerpo del Doctor a la TARDIS, y se despide de él tristemente, antes de irse con Heather para explorar el universo.

### Otros Medios
En abril de 2017, se estrenaron tres nuevas novelas con los nuevos compañeros Nardole y Bill Potts. Se titulan El Hombre Brillante, Perros Diamante y Ciudad de Peste . Antes de su primer episodio fuese transmitido, Bill hizo un cameo en un cómic del Doctor Who Magazine, titulado "El Daft Dimensión", junto con Nardole en la edición # 511 (mayo de 2017).

## Audición y desarrollo
En abril de 2016, se anunció que Pearl Mackie interpretaría a la nueva acompañante Bill Potts, después de la salida de Jenna Coleman. Para evitar filtraciones durante las audiciones del nuevo acompañante, el equipo de producción usó la palabra "Mean Town", un anagrama de "Ten Woman" (traducido literalmente como "mujer diez"); Esto es una referencia al hecho de que Bill es la acompañante en la décima temporada, y fue revelado por el director de reparto Andy Pryor a Radio Times. El productor Steven Moffat dijo que la etnia de Mackie fue un factor en la decisión de elegirla a ella, ya que quería hacer un reparto más diverso: "Decidimos que el nuevo acompañante no iba a ser blanco [ ...] porque tenemos que hacerlo mejor en eso". Bill es también el primer acompañante abiertamente gay de la serie.
En abril de 2016 una escena de avance como parte de un clip promocional que fue mostrado el 23 de abril de 2016 en la BBC One, durante el descanso de la semifinal de la FA Cup 2015-16. Titulado "Amigo del Futuro", donde presentó a Bill y al Doctor en un encuentro con Daleks. A pesar de las dudas iniciales de que esta escena se incluiría en la serie en sí, partes de ella fueron incorporadas en el debut de Pearl Mackie, "The Pilot".
Mackie describe a Bill como "genial, realmente divertida y muy emocionada", y que ella es "muy joven y realmente no sabe mucho sobre el mundo". Capaldi describe a su personaje como una introducción en la serie a "muchos, como un ser humano normal del mundo real, a quien todo esto le resulta extraordinario, algo de lo que ella no sabe nada al respecto". Bill desafía al Doctor en sus formas, habándole de temas a los que no se había enfrentado hace mucho tiempo, y teniendo una mente curiosa, le hace preguntas continuamente.
El 23 de julio de 2017, se estrenó un tráiler para el especial de Navidad 2017 Twice Upon a Time, a veces revelando la participación de Mackie en ese episodio. Ese mismo día, Mackie anunció oficialmente en la Comic-Con de San Diego  que ella no volvería para la undécima temporada.

## Recepción
Antes de la emisión del episodio, se proyectó un avance para los críticos. Las críticas generales sobre el carácter de Mackie fueron enfrentadas. Después de la transmisión de su primer episodio, el personaje fue recibido de manera más positiva.
Patrick Mulkern, de Radio Times, describió a Pearl Mackie como "ganó al instante como acompañante novata". Simon Brew de Dennis Publishing también dio una visión positiva de Mackie, elogiando el humor en su interpretación. Alasdair Wilkins de The A.V. Club dijo que Mackie trajo con "una energía distinta a la de cualquier otro acompañante de la era moderna" y llamó a su primera aparición una "introducción sólida". Wilkins también comentó sobre el carácter de que "ella es gay, negra y de clase trabajadora. Es otro paso de bienvenida en la capacidad de Doctor Who para reflejar todo el espectro de quienes disfrutan de la serie y se identifican con sus personajes".
Sin embargo, Catherine Gee del The Daily Telegraph le dio una reseña más negativa, diciendo que Mackie en su primer episodio "carecía de la chispa carismática de Jenna Coleman" y dijo que el personaje de Mackie era un "embrollo", pero elogió el hecho de que el personaje de Mackie no era de clase media.